# Floods of Tears/Yasouka
"Floods of Tears"/"Yasouka" (夜想花) é o single de estreia da banda de rock japonesa L'Arc-en-Ciel, lançado em 25 de novembro de 1992. Foi um lançamento limitado e apenas 1000 cópias foram produzidas.
O single também está incluido na edição de aniversário do álbum Dune, DUNE 10th Anniversary Edition.

## Faixas
Todas as letras escritas por Hyde. 
| N.º            | Título             | Música         | Duração |  |
| 1.             | "Floods of Tears"  | Tetsu          | 5:41    |  |
| 2.             | "Yasouka" (夜想花) | Ken            | 5:34    |  |
| Duração total: | Duração total:     | Duração total: | 17:24   |  |

## Créditos
- Hyde – vocal[3]
- Ken – guitarra[1]
- Tetsu – baixo, backing vocals[1]
- Pero – bateria[1]
- Kenji Shimizu – teclados (músico contratado)